# Exposure (album, Robert Fripp)
Exposure je první sólové studiové album britského kytaristy Roberta Frippa. Jeho nahrávání probíhalo od ledna 1978 do ledna následujícího roku. Jeho producentem byl Fripp a vyšlo v červnu 1979 u vydavatelství Polydor Records a E.G. Records. V žebříčku Billboard 200 se album umístilo na 79. místě. Vedle samotného Frippa se na albu podíleli například Peter Hammill, Peter Gabriel, Brian Eno, Tony Levin či Phil Collins. Řadu písní napsal se svou přítelkyní Joannou Walton.

## Seznam skladeb
| Pořadí | Název                          | Autor                               | Délka |
| ------ | ------------------------------ | ----------------------------------- | ----- |
| 1.     | Preface                        | Robert Fripp                        | 1:16  |
| 2.     | You Burn Me Up I'm A Cigarette | Daryl Hall, Fripp                   | 2:24  |
| 3.     | Breathless                     | Fripp                               | 4:43  |
| 4.     | Disengage                      | Peter Hammill, Joanna Walton, Fripp | 2:46  |
| 5.     | North Star                     | Hall, Walton, Fripp                 | 3:06  |
| 6.     | Chicago                        | Hall, Walton, Fripp                 | 2:12  |
| 7.     | NY3                            | Hall, Walton, Fripp                 | 2:16  |
| 8.     | Mary                           | Hall, Walton, Fripp                 | 2:06  |

| Strana 2 (LP) | Strana 2 (LP)                                              | Strana 2 (LP)        | Strana 2 (LP) |
| Pořadí        | Název                                                      | Autor                | Délka         |
| ------------- | ---------------------------------------------------------- | -------------------- | ------------- |
| 1.            | Exposure                                                   | Peter Gabriel, Fripp | 4:25          |
| 2.            | Hååden Two                                                 | Fripp                | 2:53          |
| 3.            | Landscape                                                  | Robert Fripp         | 2:35          |
| 4.            | I May Not Have Had Enough of Me but I've Had Enough of You | Walton, Fripp        | 3:50          |
| 5.            | First Inaugural Address to the I.A.C.E. Sherborne House    | J. G. Bennett        | 0:07          |
| 6.            | Water Music I                                              | Fripp                | 1:27          |
| 7.            | Here Comes the Flood                                       | Gabriel              | 4:01          |
| 8.            | Water Music II                                             | Fripp                | 4:16          |
| 9.            | Postscript                                                 | Fripp                | 0:40          |

## Obsazení
- Robert Fripp – kytara, Frippertronics
- Daryl Hall – zpěv, klavír
- Terre Roche – zpěv
- Peter Hammill – zpěv
- Peter Gabriel – zpěv, klavír
- Brian Eno – syntezátor, hlas
- Barry Andrews – varhany
- Sid McGinnis – pedálová steel kytara, kytara
- Tony Levin – baskytara
- Jerry Marotta – bicí
- Narada Michael Walden – bicí
- Phil Collins – bicí